# 기계식 텔레비전

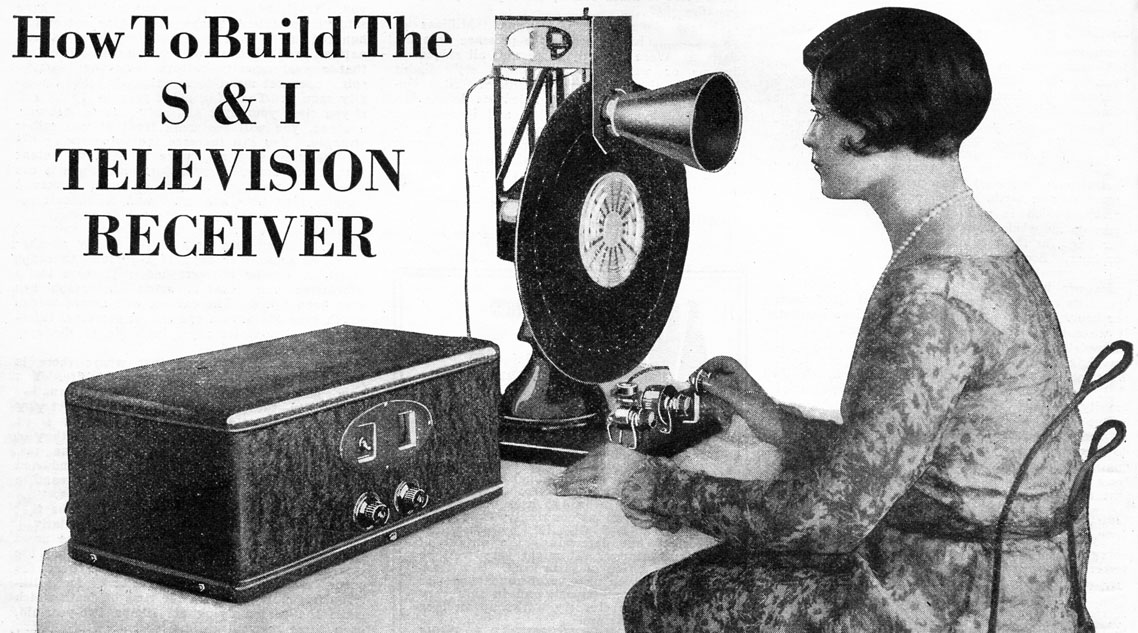

기계식 텔레비전(Mechanical television) 또는 기계식 스캔 텔레비전(mechanical scan television)은 장면을 스캔하고 비디오 신호를 생성하기 위해 구멍이 있는 회전 디스크 또는 회전 거울 드럼과 같은 기계식 스캐닝 장치와 유사한 기계식 장치에 의존하는 구식 텔레비전 시스템이자 사진을 표시하는 수신기이다. 예를 들어 음극선관(CRT) 텔레비전에서 전자빔 스캐닝 방법을 사용하는 진공관 전자 텔레비전 기술과 대조된다. 결과적으로, 현대식 고체형 액정 디스플레이(LCD)와 LED 디스플레이는 현재 텔레비전 영상을 생성하고 표시하는 데 사용된다.
기계적 스캐닝 방법은 1920년대와 1930년대 초기의 실험적 텔레비전 시스템에서 사용되었다. 최초의 실험적인 무선 텔레비전 전송 중 하나는 1925년 10월 2일 런던에서 존 로지 베어드에 의해 이루어졌다. 1928년까지 많은 라디오 방송국이 기계 시스템을 사용하여 실험적인 텔레비전 프로그램을 방송했다. 그러나 이 기술은 대중에게 인기를 끌 만큼 충분한 품질의 이미지를 생성하지 못했다. 기계식 스캔 시스템은 1930년대 중반 전자 스캔 기술로 대체되었으며, 이는 1930년대 후반 영국에서 시작된 최초의 상업적으로 성공한 텔레비전 방송에 사용되었다. 미국에서는 뉴욕시의 W2XAB와 같은 실험 방송국이 1931년에 기계식 텔레비전 프로그램을 방송하기 시작했지만 1933년 2월 20일에 운영을 중단했다가 1939년에 전자 시스템으로 다시 돌아왔다.
기계식 텔레비전 수신기는 텔레바이저(televisor)라고도 불렸다.